# هيفاء حسين
هيفاء حسين (22 أكتوبر 1979 -)، ممثلة بحرينية.

## عن حياتها
بدأت حياتها الفنية كهواية في برامج مسابقات الغناء في فترة أواخر تسعينات القرن العشرين، ثم بدأت بالمشاركة بالأدوار الصغيرة حتى استطاعت الوصول لأدوارٍ أكبر حتى منحتها قناة دبي دور البطولة في مسلسل اللقيطة حيث حققت خلاله نجاح بدور الفتاة مجهولة الوالدين.

## حياتها الأسرية
تزوجت مرتين وكان زوجها الأول هو والد ابنها "سعد" وقد تزوجا في عام 2000 وانفصلا بعام 2008. وفي عام 2010 أعلن عن زواجها من الفنان حبيب غلوم، وانجبا التوأم سلطان وجواهر.

## أعمالها

### من المسلسلات
- 2022:  دحباش
- أزهار مريم - مسلسل إذاعي.
- نيران.
- عيال الذيب.
- القدر المحتوم.
- إلى من يهمه الأمر.
- السديم.
- حكم البشر.
- بيتنا الكبير.
- ملاذ الطير.
- دمعة عمر.
- يوم آخر.
- خذ وخل.
- طاش ما طاش - طاش 12.
- سرى الليل.
- غصات الحنين.
- دولاب الزمن.
- سوالف دنيا.
- اللقيطة.
- امرأة لا تشبه القمر.
- مجاديف الأمل.
- عندما تعود الأيام.
- قيود الزمن.
- نجمة الخليج.
- أخوات موسى.
- نت النور.
- الشطرنج.
- أزهار مريم.
- خلوكم مكاني.
- أم سعف جتكم
- الساكنات في قلوبنا.
- طماشة - أكثر من جزء.
- قلب أبيض.
- أسوار - الجزء الثاني.
- الهدامة.
- ليلى - أكثر من جزء.
- جاري يا حمودة.
- شوف الدنيا.
- المقطار.
- بنات آدم.
- متلف الروح.
- نوح الحمام.
- سماء ثانية.
- للحب زمن آخر.
- وجع الإنتصار.
- ملحق بنات.
- ياتصيب ياتخيب.
- برايحنا.
- هذا حنا.
- القياضة.
- طريق المعلمات.
- حريم أبوي.
- ساعة الصفر.
- خيانة وطن.
- ظل الحلم.
- الخطايا العشر.
- بطران عايش يومه
- الزقوم.

### من الأعمال المسرحية
- هامور عذاري.
- هوامير الاسهم.
- أبطال الفريج.
- عصابة خربوش.
- هاي حافز.

### في السينما
- عقاب.
- حنين.

## روابط خارجية
- هيفاء حسين على موقع IMDb (الإنجليزية)
- هيفاء حسين على موقع قاعدة بيانات الأفلام العربية
- هيفاء حسين على موقع قاعدة بيانات الفيلم (الإنجليزية)